# چین هان
چین هان (زاده ۲۷ نوامبر ۱۹۶۹) یک بازیگر تئاتر، فیلم و تلویزیون است. وی اهل سنگاپور می‌باشد. او بیش از ۲۰ سال، مشغول فعالیت است.
او در فیلم ۳ سوزن بازی کرده است.